# کوه (فیلم ۱۹۵۶)
کوه (انگلیسی: The Mountain) فیلمی به کارگردانی ادوارد دمیتریک است که در سال ۱۹۵۶ منتشر شد.

## بازیگران
- اسپنسر تریسی
- رابرت واگنر
- کلر تروور
- ویلیام دمارست
- ای. جی. مارشال
- ریچارد آرلن
- استیسی هریس
- فرانسوا والورب